# Guinan
Guinan (chiń. 贵南县; pinyin: Guìnán Xiàn; tyb. ཀུའེ་ནན་རྫོང་, Wylie ku'e nan rdzong) – powiat w środkowych Chinach, w prowincji Qinghai, w prefekturze autonomicznej Hainan. W 1999 roku liczył 63 542 mieszkańców.